# Chambourcin
Chambourcin ist eine Rotweinsorte. Es handelt sich um eine interspezifische Neuzüchtung zwischen den Sorten Seyve Villard 12-417 und Chancellor. Die Kreuzung der Hybridrebe erfolgte durch den Franzosen Joannes Seyve aus der Züchter-Familie Seyve-Villard. Das genaue Datum der Kreuzung ist unbekannt. Die Verbreitung der Sorte erfolgte jedoch sehr viel später im Jahr 1963. Joannes Seyve hat keine Unterlagen der Kreuzung hinterlassen, so dass die Abstammung nicht sicher festgestellt ist. Der Name Chambourcin stammt von einer Gemeinde namens Bougé-Chambalud (Bougé-Chambalud) im Département Isère. Dort besaß Seyve ein Versuchsfeld.
Die spät reifende Sorte zeichnet sich durch starken Wuchs und hohen Ertrag aus. Sie zeigt eine gute Resistenz gegen den Falschen Mehltau und die Schwarzfäule der Rebe; der Wein ist dunkel, gehaltvoll und aromatisch und ähnelt etwas dem Merlot. Die für sommerwarme Gegenden mit Winterfrostgefahr gut geeignete Sorte wird vor allem im Rhonetal in Frankreich, den USA (zum Beispiel im Osten der Vereinigten Staaten in Arkansas, Michigan, New York, North Carolina mit dem Weinbaugebiet Yadkin Valley AVA, Ohio und Virginia), im australischen Hunter Valley, Georgien, Neuseeland (4 Hektar, Stand 2007) und im Tessin in der Schweiz angebaut (2,48 Hektar, Stand 2007). Allgemein erwartet man wieder einen Anstieg der Rebflächen. Gemäß einem Dekret vom 18. April 2008 gehört die Rebsorte zu den offiziell zugelassenen Rebsorten für den gewerblichen Anbau, da im Erbgut der Pflanze Anteile der Edelrebe Vitis vinifera enthalten sind. Im Jahr 2007 betrug die in Frankreich erhobene Rebfläche 800 Hektar.
Die Rebsorte wurde zur Entwicklung der Neuzüchtung Regent eingesetzt.

## Abstammung
- Seyve Villard 12-417 × Chancellor (vulgo Seibel 7053)